# Yokosuka P1Y
Yokosuka P1Y Ginga (jap. 横須賀 P1Y 銀河 Yokosuka P1Y Droga Mleczna) - dwusilnikowy bombowiec, bazujący na lądzie, skonstruowany podczas II wojny światowej dla Japońskiej Cesarskiej Marynarki Wojennej. Był on następcą samolotu Mitsubishi G4M i nosił nadany przez aliantów kryptonim „Frances”.

## Historia
P1Y został zaprojektowany przez morskie zakłady techniczne w Yokosuka na potrzeby marynarki wojennej, która potrzebowała samolotu o prędkości porównywalnej z myśliwcem Zero, zasięgiem porównywalnym z bombowcem G4M, ładunkiem bomb 907 kg, zdolnością do bombardowania nurkowego oraz do przenoszenia torped. 
W wyniku takich wymagań konstrukcja samolotu raziła nadmiernym skomplikowaniem, trudnościami w produkcji oraz kiepskimi możliwościami serwisu. Problemy z silnikiem Nakajima Homare przyspieszyły jego wymianę na silnik Mitsubishi Kasei.

## Użycie bojowe

P1Y wyposażony w radar

Yokosuka P1Y został użyty po raz pierwszy w sierpniu 1943. Nakajima wyprodukował 1002 egzemplarze, które działały dla pięciu grup powietrznych jako samoloty średniego typu, bazujące na lądzie oraz bombowce torpedowe, startujące z lotnisk polowych w Chinach, na Tajwanie, Marianach, Filipinach, wyspach Riukiu, Sikoku i Kiusiu. 
Podczas ostatnich akcji wojny P1Y zostały użyte jako samoloty kamikaze. Samolotów w tej roli użyto przeciwko US Navy podczas bitwy o Okinawę w operacji Tan nr 2. Wersja myśliwca nocnego, P1Y2-S Kyokkō, była wyposażona w radar i 20-milimetrowe działko, które oprócz standardowego ostrzału do przodu działało także w układzie Schräge Musik. W sumie zakłady Kawanishi wyprodukowały 97 sztuk tego samolotu, ale wiele z tych samolotów zostało z powrotem przemienione na bombowce Ginga z powodu nieprawidłowego działania na dużych wysokościach przeciwko amerykańskim bombowcom B-29.